# Política de Corea del Sur

Emblema de Corea del Sur.

El sistema político de Corea del Sur se define como una república democrática presidencialista, donde el presidente es el jefe del Estado, y que se rige por un sistema liberal pluripartidista de democracia representativa o "figurativa". A su vez, el primer ministro de Corea del Sur es el jefe de Gobierno. El poder legislativo lo ejercen el Gobierno y la Asamblea Nacional (Gukhoe) mientras que el poder judicial, que es independiente, lo ejercen la Corte Suprema y para apelaciones, la Corte Constitucional.
Desde 1987, la Constitución de Corea del Sur ha sufrido cinco reformas importantes, y cada una de ellas significaba una nueva república. La actual Sexta República comenzó con la última reforma constitucional de 1988, en la que se establecieron las bases para que Corea del Sur se convirtiera en una democracia parlamentaria.

## Historia de Corea del Sur como democracia

### Década de 1990

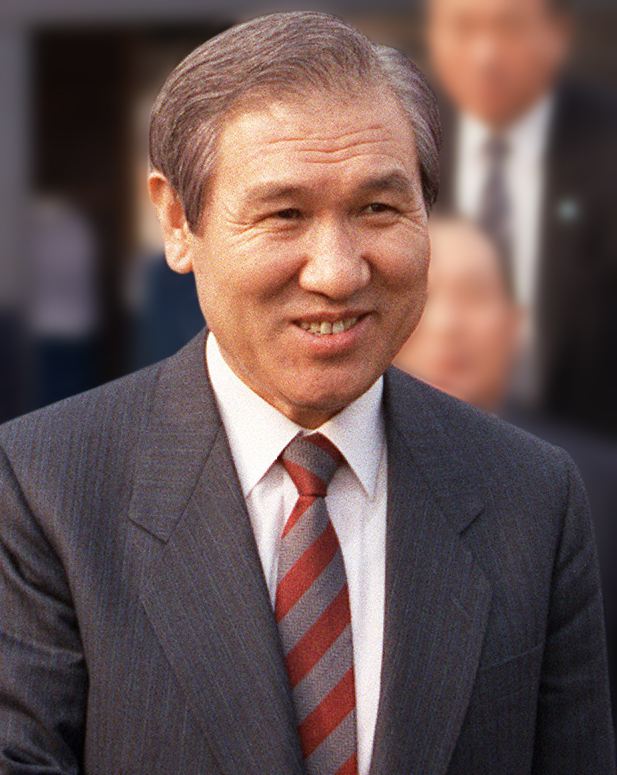
Roh Tae-woo fue el primer presidente de Corea del Sur de la Sexta República.

La Sexta República de Corea del Sur comenzó en 1987, y fue la que estableció las bases para que el país se convirtiera en una democracia representativa. Tras varios años de movilizaciones populares, el primer ministro Roh Tae-woo anunció el 29 de junio de 1987 la restauración de los derechos civiles y una reforma de las leyes políticas, por las que el cargo de Presidente (que ocupaba hasta entonces Chun Doo-hwan) sería elegido con un sistema directo. La reforma constitucional se aprobó por referéndum en octubre del mismo año. Las primeras elecciones presidenciales bajo la Sexta República se celebraron el 16 de diciembre de 1987, y en ellas salió elegido con el 36% de los votos Roh Tae-woo, del gobernante Partido de la Justicia Democrática. Los líderes de la oposición que estuvieron vetados durante la Quinta República se presentaron por separado: Kim Young-sam terminó segundo con el 28% de los votos, mientras que Kim Dae-jung fue tercero con el 27%. En los comicios legislativos celebrados en 1988, el Partido de la Justicia Democrática ganó las elecciones pero perdió su mayoría absoluta en la Asamblea Nacional.
Bajo el gobierno de Roh Tae-woo se decretaron leyes para recobrar las libertades individuales y eliminar cualquier vestigio de anteriores regímenes autoritarios. Se recobró la libertad de prensa, se reconoció la autonomía de las universidades, y se eliminaron las restricciones para viajar al extranjero. Sus primeros meses de gobierno coincidieron con la celebración de los Juegos Olímpicos de Seúl 1988, que sirvieron para abrir el país a nivel internacional. El Gobierno estableció relaciones diplomáticas con países de órbita comunista como la Unión Soviética o la República Popular China. También se entablaron conversaciones con Corea del Norte, que se tradujeron en tímidos acercamientos y el ingreso en la Organización de las Naciones Unidas de ambos países en 1991. En ese tiempo, se produjo una gran alianza del partido gobernante con dos partidos conservadores en la oposición, entre ellos la formación de Kim Young-sam, para crear el actual Partido Saenuri. Fuera de ese pacto quedó Kim Dae-jung.
En 1992, Kim Young-sam ganó las elecciones. Young-sam se convirtió en el primer presidente civil en 30 años, y prometió construir una "Nueva Corea". Bajo su gobierno se produjo una liberalización económica que disparó el producto interno bruto, y se promulgaron reformas para acabar con la corrupción política. Por demanda popular, los presidentes Chun Doo-hwan y Roh Tae-woo fueron juzgados por corrupción, financiación ilegal y, en el caso de Chun, responsabilidades en la represión del levantamiento de Gwangju. Ambos mandatarios fueron condenados en diciembre de 1996, y un año después fueron amnistiados. Aunque la economía de Corea del Sur despegó durante los años 1990, el país sufrió en 1997 un estancamiento derivado de la Crisis financiera asiática. La economía del país dependía en exceso de los chaebol, grandes conglomerados empresariales que habían iniciado una agresiva política expansiva con ayudas estatales, en mayor o menor medida. La quiebra de algunos de ellos, como Kia Motors o Daewoo, provocó que el Gobierno tuviera que pedir ayuda al Fondo Monetario Internacional. Young-sam inició un duro programa de reformas económicas, pero las consecuencias de esta crisis provocaron la derrota de su partido en las elecciones presidenciales de 1997.
El nuevo presidente fue Kim Dae-jung del Partido Democrático, que hasta esa fecha era el principal partido de la oposición. Era la primera vez que se producía un traspaso pacífico de poderes entre partidos. Dae-jung continuó el proceso de reformas políticas para democratizar el país, y su país pudo recuperarse de la crisis económica gracias a un programa de inversiones extranjeras, cooperación industrial y reformas laborales. Se emprendió una reforma del sistema de chaebol por el que éstos reducirían su tamaño y dependencia de los fondos públicos. Además, se estableció un sistema de pensiones, se realizaron reformas educativas y se tomaron medidas para apoyar las tecnologías de la información y la comunicación. En el ámbito internacional, hubo aproximaciones a Corea del Norte a través de la llamada "Política del Sol" o de la reconciliación, con los que Dae-jung ganó el Premio Nobel de la Paz en 2000.

### Década del 2000
En diciembre de 2002, el Partido Democrático volvió a ganar con el liderazgo de Roh Moo-hyun, en una victoria que supuso la llegada de una nueva generación de políticos y grupos civiles. A diferencia de otros presidentes anteriores, Roh llegó sin demasiada experiencia en gestión pública, que suplió con un programa de regeneración política. Su nuevo gobierno inició una descentralización administrativa, amplió los espacios democráticos e impulsó medidas para evitar la corrupción política y empresarial. Además, apoyó un tratado de libre comercio con Estados Unidos. Sin embargo, su gestión fue criticada por las políticas de acercamiento a Corea del Norte, por la participación de su país en la Guerra de Irak y por su gestión, que conllevó una fuerte campaña política de la oposición. En 2004, Roh fue apartado temporalmente de su cargo por presunta infracción de la ley electoral, pero la Corte Constitucional revocó la decisión y el mandatario continuó al frente de la presidencia. Posteriormente, fue acusado de corrupción por sus adversarios.
Roh Moo-hyun sufrió una importante derrota en las elecciones locales de 2005, que motivó la unión de su formación política con el Partido Democrático. En las elecciones presidenciales de 2007 se produjo un vuelco, con la victoria del conservador Gran Partido Nacional y el paso del Partido Democrático a la oposición. Su líder Lee Myung-bak asumió como presidente, con un programa electoral enfocado en revitalizar la economía, estabilizar el débil estado del bienestar que se había empezado a implantar en los años 1990, y asumir los retos de la globalización.
Bajo la presidencia de Lee Myung-bak, los servicios de inteligencia de Corea del Sur (NIS) organizaron campañas para manipular a la opinión pública. Unas "ONG" dirigidas por el NIS llevaron a cabo campañas mediáticas contra los opositores al gobierno y pidieron la disolución del Partido Laborista Democrático. En 2012, el NIS llevó a cabo una campaña de calumnias contra el candidato presidencial Moon Jae-in para desviar a los votantes hacia la candidata conservadora Park Geun-hye. En febrero de 2015, el exjefe del NIS fue condenado a tres años de prisión por su participación en estas manipulaciones.

## Funciones del Estado

### Poder ejecutivo

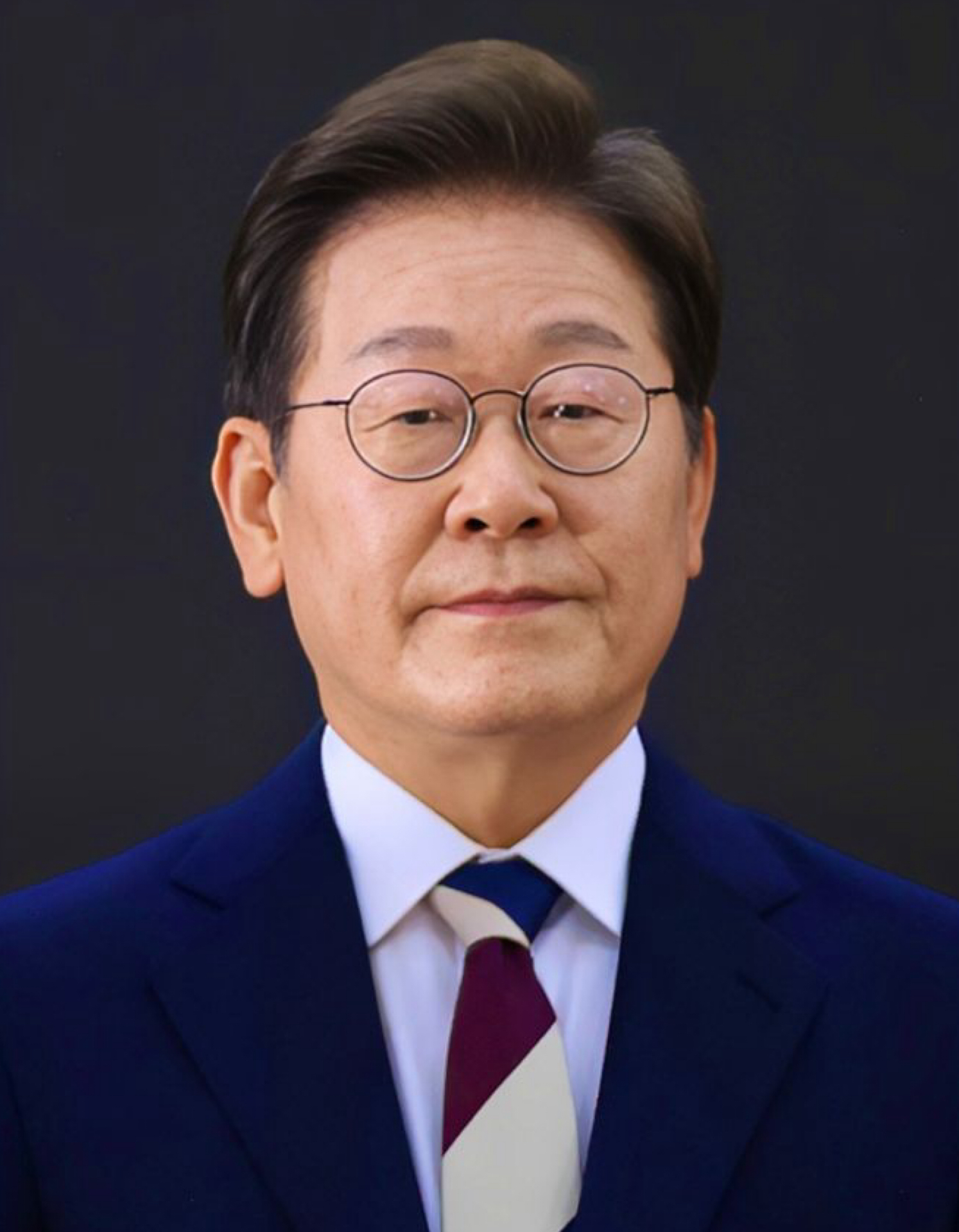
Lee Jae-myung, actual presidente de Corea del Sur.

Corea del Sur cuenta con un Presidente y un Primer ministro. El Presidente de Corea del Sur se elige por sufragio universal, para un mandato único de cinco años, sin posibilidad de ser renovado. Además de dirigir el país, es el comandante en jefe de las Fuerzas Armadas de la República de Corea y cuenta con poder ejecutivo. Su finalidad consiste en hacer cumplir las leyes aprobadas por el poder legislativo, así como planear y ejecutar el programa de gobierno y dirigir la administración pública a tal fin.
El Presidente elige al Primer ministro por recomendación del Consejo de Estado con la aprobación de la Asamblea Nacional, así como al resto de ministros de su gabinete, y preside el consejo de ministros que tiene un número de ministerios acorde a las necesidades del país en el momento. El primer ministro puede recomendar el nombramiento o desaprobación de los ministros del gabinete. En caso de que el presidente no pueda ejercer su labor, el primer ministro asume las veces de presidente en funciones.
El órgano de trabajo es el Consejo de Estado, que está compuesto por el presidente, el primer ministro, y los ministros de cada ramo. Este consejo actúa como un consejo de ministros, y aunque no tiene el poder de tomar decisiones finales, la Constitución coreana contempla que ciertos asuntos puedan trasladarse allí para tomar una determinación. Esto incluye homenajes de Estado, cambios o enmiendas constitucionales, declaraciones de guerra, borradores de presupuestos, reestructuraciones de Gobierno y situaciones de emergencia.

#### Presidentes de la Sexta República
|     | Presidente    | Partido                    | Mandato                                           |
| --- | ------------- | -------------------------- | ------------------------------------------------- |
| 1.  | Roh Tae-woo   | Justicia Democrática       | 25 de febrero de 1988 - 24 de febrero de 1993     |
| 2.  | Kim Young-sam | Democrático Liberal        | 25 de febrero de 1993 - 24 de febrero de 1998     |
| 3.  | Kim Dae-jung  | Partido Democrático        | 25 de febrero de 1998 - 24 de febrero de 2003     |
| 4.  | Roh Moo-hyun  | Partido Democrático        | 25 de febrero de 2003 - 12 de marzo de 2004       |
| 5.  | Goh Kun       | Partido Democrático        | 12 de marzo de 2004 - 14 de mayo de 2004          |
| 6.  | Roh Moo-hyun  | Partido Democrático        | 14 de mayo de 2004 - 24 de febrero de 2008        |
| 7.  | Lee Myung-bak | Gran Partido Nacional      | 25 de febrero de 2008 - 24 de febrero de 2013     |
| 8.  | Park Geun-hye | Partido Saenuri            | 25 de febrero de 2013 - 10 de marzo de 2017       |
| 9.  | Hwang Kyo-ahn | Partido Saenuri            | 10 de marzo de 2017 - 10 de mayo de 2018          |
| 10. | Moon Jae-in   | Partido Demócrata de Corea | 10 de mayo de 2017 - 9 de mayo de 2022            |
| 11. | Yoon Suk-yeol | Poder Popular              | 10 de mayo de 2022 - 14 de diciembre de 2024      |
| 12. | Han Duck-soo  | Independiente              | 14 de diciembre de 2024 - 27 de diciembre de 2024 |
| 13. | Choi Sang-mok | Independiente              | 27 de diciembre de 2024 - 24 de marzo de 2025     |
| 14. | Han Duck-soo  | Independiente              | 24 de marzo de 2025 - 1 de mayo de 2025           |
| 15. | Lee Ju-ho     | Independiente              | 2 de mayo de 2025 - 4 de junio de 2025            |
| 16. | Lee Jae-myung | Partido Demócrata de Corea | 4 de junio de 2025 -                              |

### Poder legislativo
El poder legislativo reside en la Asamblea Nacional de Corea del Sur, asamblea unicameral conocida también como Gukhoe (en hangul, 국회). Su sede se encuentra en el edificio de la Asamblea Nacional en Seúl, capital del país. Sus miembros son elegidos por sufragio universal mediante elecciones legislativas, con un sistema de voto paralelo. El legislativo debate y aprueba las normas con rango de ley; aprueba los presupuestos y procedimientos administrativos; ratifica tratados, y aprueba los nombramientos del Estado. Además, puede recomendar el nombramiento o desaprobación de cargos oficiales. En caso de que el presidente cometa alguna irregularidad, la Asamblea Nacional puede procesarlo (impeachment).
Desde 1990 la Asamblea Nacional cuenta con 300 escaños. De este número, 246 se eligen directamente por distritos únicos (circunscripciones) en las elecciones generales, mientras que los 54 restantes se eligen por los partidos políticos con una fórmula proporcional, a lista cerrada. El mandato de cada parlamentario es de cuatro años. Por ley, los candidatos deben tener una edad superior a los 30 años. 
Dentro de la Asamblea Nacional, puede haber uniones de partidos y alianzas para formar un grupo parlamentario propio. Para participar en las comisiones (grupos de negociación), es necesario que los partidos reúnan 20 o más diputados. Las sesiones de la Asamblea pueden ser regulares o extraordinarias, y son abiertas al público.

### Poder judicial
El poder judicial surcoreano es independiente del legislativo y del ejecutivo. El alto mando judicial es la Corte Suprema de Corea del Sur, cuyos jueces son nombrados por el presidente con la aprobación de la Asamblea Nacional. Para altas apelaciones, el país cuenta con una Corte Constitucional de Corea del Sur que estudia cualquier cuestión de constitucionalidad.
El sistema judicial coreano se divide en tribunales municipales, de distrito y cortes de apelación hasta llegar a los órganos superiores. Además, existen tribunales especializados. Todas las cortes están bajo la jurisdicción nacional, no se permiten juzgados locales independientes. Cada juez tiene que pasar por un programa de aprendizaje, que incluye un examen para ejercer como juez y dos años de trabajo como aprendiz.
La Corte Suprema es la corte de última instancia. Con sede en Seúl, está compuesta por 14 jueces, incluido el presidente del tribunal. Los miembros deben de tener más de 15 años de experiencia, y al menos 40 años de edad. Tienen un mandato de seis años, y el presidente del Tribunal no puede ser reelegido.
La Corte Constitucional es un órgano existente desde la Sexta República, que vela por el cumplimiento de la carta magna. Cuenta con nueve jueces, de los cuales tres son recomendados por el Tribunal Supremo, tres por la Asamblea Nacional y tres por el presidente. Quien tiene la última palabra para su nombramiento es el Presidente de Corea del Sur. Los miembros de la Corte tienen un mandato de seis años, y no pueden superar los 65 años. En el caso de su presidente, no puede superar los 70.

## Partidos y organizaciones políticas
En la Asamblea Nacional, los partidos necesitan reunir al menos 21 escaños para formar un grupo de negociación. En Corea del Sur existen dos grandes partidos, que se llevan la mayor parte de la representación en la Asamblea Nacional y pueden formar grupo sin necesidad de pactar:
- Partido Saenuri (한나라당): También llamado Partido Libertad. Principal partido conservador de Corea del Sur, se creó en 1997 como una gran coalición que aglutinara al centroderecha surcoreano, con formaciones como el antiguo Partido de la Justicia Democrática de Roh Tae-woo o el Partido Democrático Liberal de Kim Young-sam. El partido tiene postulados conservadores en políticas sociales, liberales en el plano económico, y prefiere mantener distancias con Corea del Norte. La formación se llamó hasta 2012 Gran Partido Nacional. Forma parte de la Unión Internacional Demócrata.
- Partido Democrático Unido (민주통합당): Heredero directo de la formación con el mismo nombre que lideró Kim Dae-jung, es un partido liberal de centro político, tanto en políticas sociales como en las económicas. Además, en sus estatutos aboga por una reunificación de Corea.

Además de estos partidos, las siguientes formaciones también tienen representación en la Asamblea Nacional:
- Alianza de la Futura Esperanza (미래희망연대): Derecha política
- Partido Laborista Democrático (민주노동당): Socialdemocracia
- Partido Creativo de Corea (창조한국당): Liberalismo, humanista
- Nuevo Partido Progresista (진보신당): Centroizquierda, progresismo
- Candidatos independientes
- Partido Progresista Unificado (PPU): Prohibido por supuestos vínculos con Corea del Norte.

## División administrativa
Corea del Sur presenta una división administrativa con nueve provincias, seis ciudades metropolitanas, y una ciudad metropolitana de carácter especial para la capital, Seúl. A su vez, cada provincia se subdivide en entidades menores que incluyen ciudades, condados o distritos. Dentro de cada provincia hay distintas circunscripciones electorales.

## Ministerios
Los ministerios son la forma de organizarse del poder ejecutivo. Es una organización dinámica, y cambia según los intereses de los gobiernos que los nombran. Por tanto toda lista de ministerios puede quedarse obsoleta. Actualmente, Corea del Sur cuenta con estos ministerios:

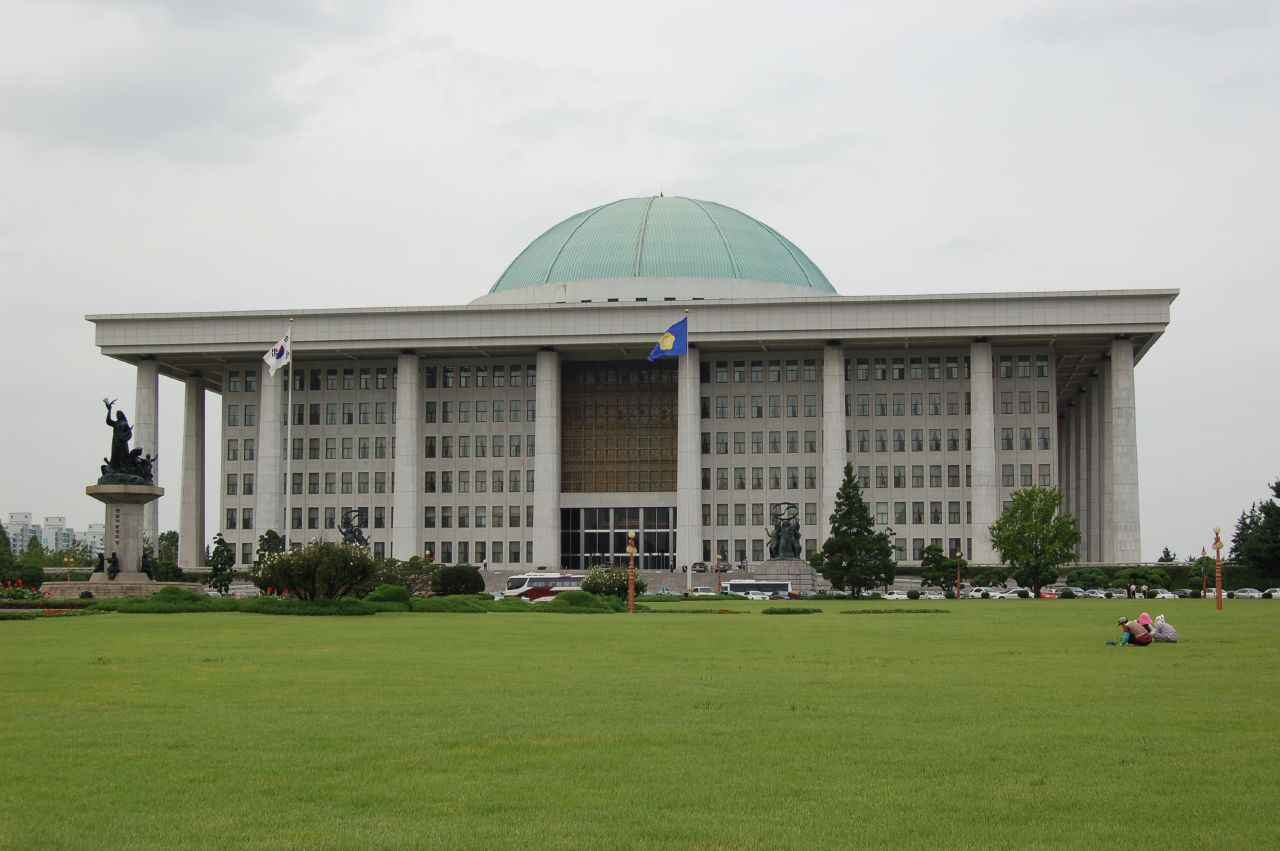
Edificio de la Asamblea Nacional, en Seúl.

- Ministerio de Estrategia y Finanzas
- Ministerio de Conocimiento y Economía
- Ministerio de Asuntos Exteriores y Comercio
- Ministerio de Defensa Nacional (Corea del Sur)
- Ministerio de Administraciones Públicas y Seguridad
- Ministerio de Alimentación, Agricultura, Silvicultura y Pesca
- Ministerio de Tierra, Transporte y Asuntos Marítimos
- Ministerio de Educación, Ciencia y Tecnología
- Ministerio de Justicia
- Ministerio de Cultura, Deporte y Turismo
- Ministerio de Salud y Bienestar
- Ministerio de Medio Ambiente
- Ministerio de Trabajo
- Ministerio de Igualdad y Familia
- Ministerio de Unificación (trabaja en la reunificación de Corea)
- Ministerio de Seguridad en Alimentos y Medicamentos

## Agencias del Estado
Las siguientes agencias están directamente relacionadas con la Presidencia:
- Servicio de Inteligencia Nacional
- Comisión de Comunicaciones de Corea
- Comisión Nacional de Ciencia y Tecnología de Corea
- Comisión Nacional de Seguridad
- Consejo Asesor Nacional de Unificación
- Consejo Asesor Nacional de Economía
- Consejo Asesor Presidencial de Educación, Ciencia y Tecnología

Las siguientes agencias están directamente relacionadas con el primer ministro:
- Ministerio de Legislación Gubernamental
- Agencia de Militares Veteranos y Patriotas
- Comisión de Ferias
- Comisión de Servicios Financieros
- Comisión Anticorrupción y de Derechos Civiles

## División administrativa
Corea del Sur presenta una división administrativa con nueve provincias, seis ciudades metropolitanas, y una ciudad metropolitana de carácter especial para la capital, Seúl. A su vez, cada provincia se subdivide en entidades menores que incluyen ciudades, condados o distritos. Dentro de cada provincia hay distintas circunscripciones electorales.

### Ciudades metropolitanas
- Seúl (categoría de Ciudad especial)
- Busán
- Daegu
- Daejeon
- Gwangju
- Incheon
- Ulsan

### Provincias
- Chungcheong del Norte
- Chungcheong del Sur
- Gangwon
- Gyeonggi
- Gyeongsang del Norte
- Gyeongsang del Sur
- Jeolla del Norte
- Jeolla del Sur
- Isla de Jeju (categoría de provincia autónoma especial)